# Sematophyllum tenuicarpum
Sematophyllum tenuicarpum är en bladmossart som beskrevs av Robert Statham Williams 1909. Sematophyllum tenuicarpum ingår i släktet Sematophyllum och familjen Sematophyllaceae. Inga underarter finns listade i Catalogue of Life.